# Bécancour (municipio regional de condado)
Bécancour es un municipio regional de condado (MRC) de Quebec en Canadá. Está ubicado en la región administrativa de Centre-du-Québec. La sede y ciudad más poblada es Bécancour.

## Geografía

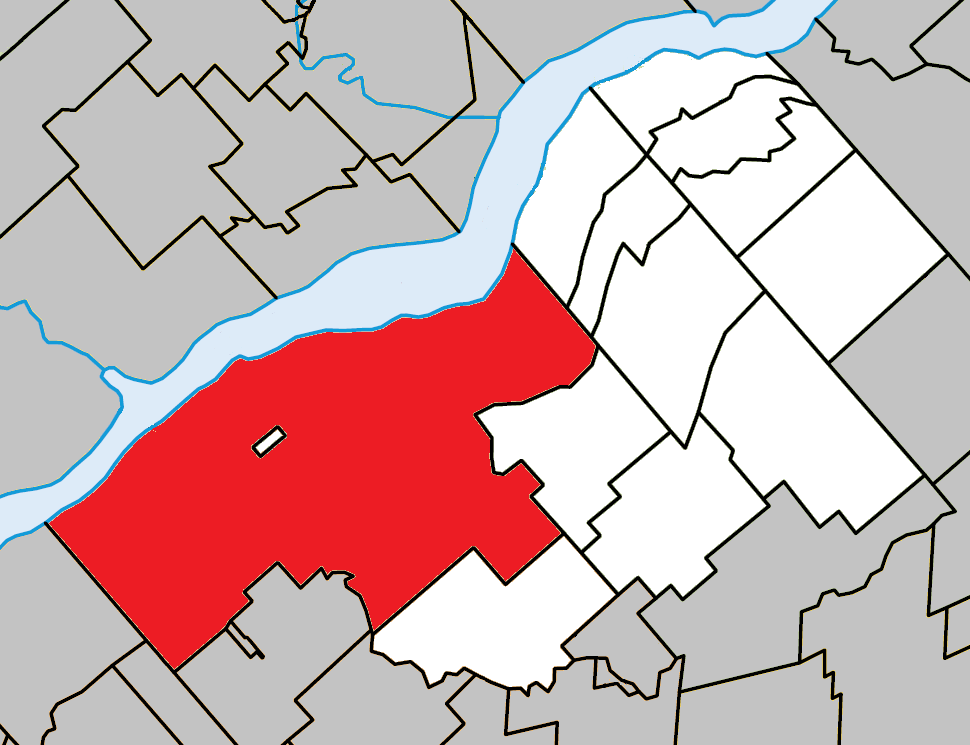
Territorio del MRC de Bécancour, en rojo la ciudad de Bécancour

El MRC de Bécancour está ubicado a la orilla sur del río San Lorenzo en la planicie del San Lorenzo. Los MRC limítrofes son Lotbinière al noreste, L'Érable al este, Arthabaska al sureste y Nicolet-Yamaska al suroeste.
En la ribera opuesta del San Lorenzo se encuentran los MRC de Les Chenaux y Portneuf así como la ciudad de Trois-Rivières. 
Los afluentes sinuosos del San Lorenzo y el río Bécancour bañan el territorio.

## Historia

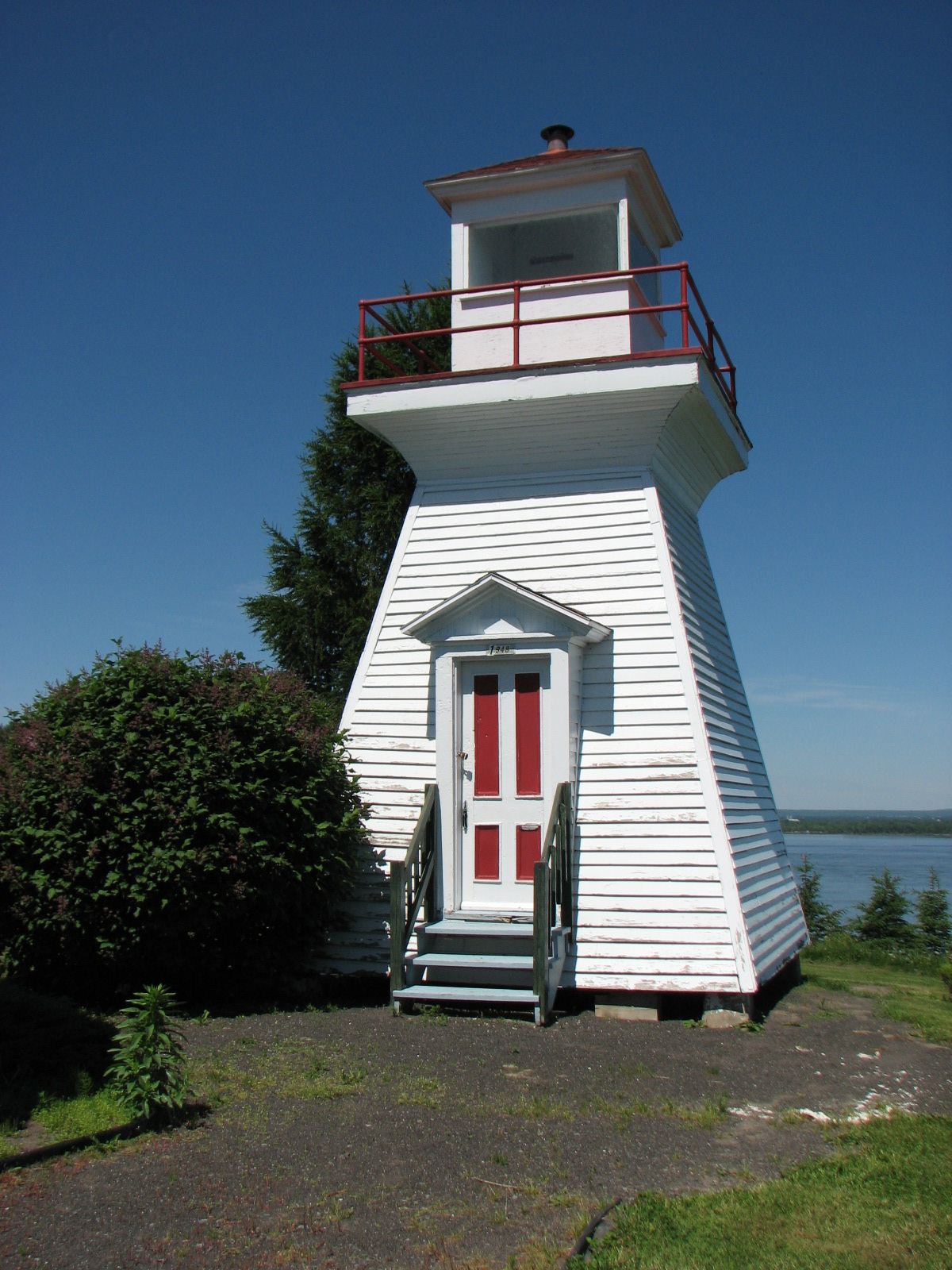
Faro en Deschaillons-sur-Saint-Laurent

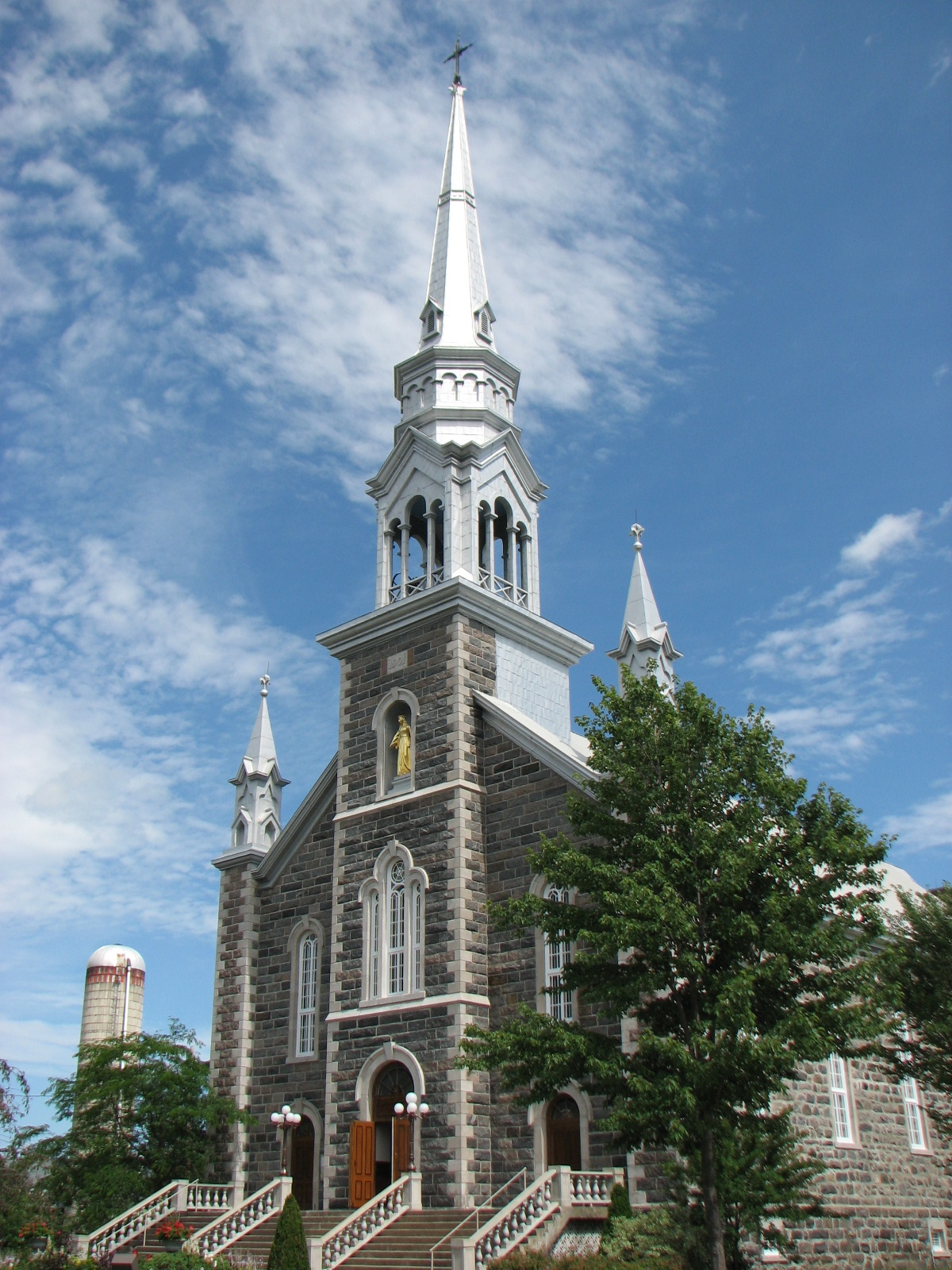
Iglesia de Sainte-Sophie-de-Lévrard

El MRC, creado en 1982, sucedió al antiguo condado de Nicolet con partes de territorio de este condado y del antiguo condado de Lotbinière.

## Política
El prefecto actual (2014) es Mario Lyonnais, alcalde de Sainte-Françoise. El territorio del MRC forma parte de las circunscripciones electorales de Nicolet-Bécancour a nivel provincial y de  Bas-Richelieu-Nicolet-Bécancour a nivel federal.

## Demografía

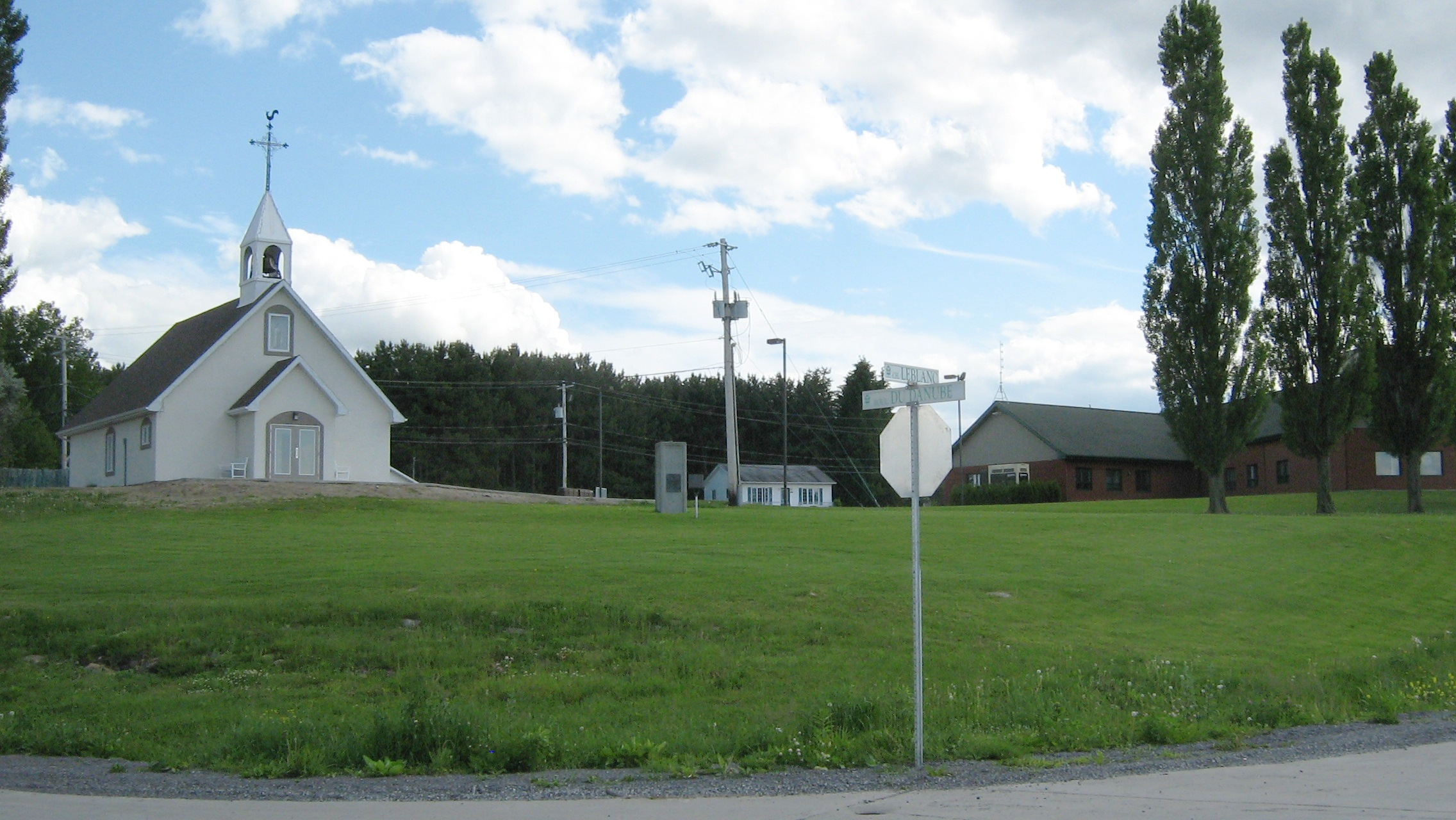
Pueblo abenaki de Wôlinak

Según el censo de Canadá de 2011, había 18 806 habitantes en este MRC. La densidad de población era de 17,5 hab./km². La población aumentó de 6,8 % entre 2006 y 2011. En 2011, el número total de inmuebles particulares era de 9513, de los que 8689 estaban ocupados por residentes habituales, los otros siendo desocupados o segundas residencias. La población es francófona y rural. La comunidad abenaki de Wôlinak tiene une población de 200 personas.
Evolución de la población total, 1991-2014

## Economía
La economía regional se compuesta de la agricultura y de la industria de transformación, incluyendo aluminio. La central nuclear de Gentilly-2 está ubicada en el MRC.

## Comunidades
Además de la ciudad hay 11 municipios y una reserva india (Wôlinak) en el territorio del MRC de Bécancour. Wôlinak no está incluida en el MRC a nivel administrativo pero lo está a nivel geográfico y estadístico.
| Nombre                         | Tipo          | Constitución | Área (km²) | Agua (km²) | Tierra (km²) | Población 2014 | Densidad (hab./km²) | Población 2016 |
| ------------------------------ | ------------- | ------------ | ---------- | ---------- | ------------ | -------------- | ------------------- | -------------- |
| Wôlinak                        | Reserva india | .            | 20,80      | 0,10       | 20,70        | 189            | 9,1                 | 202            |
| Bécancour                      | Ciudad        | 17.10.1965   | 495,28     | 55,91      | 439,37       | 12 980         | 29,5                | 13 031         |
| Saint-Sylvère                  | Municipalidad | 18.09.1976   | 87,04      | 0,73       | 86,31        | 870            | 10,1                | 791            |
| Sainte-Marie-de-Blandford      | Municipalidad | 23.12.1976   | 69,63      | 0,49       | 69,14        | 451            | 6,5                 | 468            |
| Lemieux                        | Municipalidad | 14.08.1922   | 74,27      | 0,29       | 73,98        | 307            | 4,1                 | 301            |
| Manseau                        | Municipalidad | 31.12.1997   | 107,62     | 0,30       | 107,32       | 869            | 8,1                 |                |
| Sainte-Françoise               | Municipalidad | 01.01.1947   | 87,49      | 0,04       | 87,45        | 488            | 5,6                 |                |
| Sainte-Sophie-de-Lévrard       | Parroquia     | 23.04.1875   | 82,26      | 0,19       | 82,07        | 745            | 9,1                 |                |
| Fortierville                   | Municipalidad | 03.06.1998   | 44,50      | 0,21       | 44,29        | 723            | 16,3                | 669            |
| Parisville                     | Parroquia     | 18.03.1901   | 35,93      | 0,20       | 35,73        | 544            | 15,2                | 530            |
| Sainte-Cécile-de-Lévrard       | Parroquia     | 11.09.1908   | 32,26      | -          | 32,26        | 365            | 11,3                |                |
| Saint-Pierre-les-Becquets      | Municipalidad | 22.02.1986   | 65,20      | 17,04      | 48,16        | 1219           | 25,3                |                |
| Deschaillons-sur-Saint-Laurent | Municipalidad | 23.05.1990   | 51,81      | 15,26      | 36,55        | 954            | 26,1                |                |
| Bécancour                      | MRC           | 01.01.1982   | 1254,09    | 90,76      | 1163,33      | 20 704         | 17,8                |                |

- Circunscripción electoral provincial; Nicolet-Bécancour
- Circunscripción electoral federal; Bas-Richelieu-Nicolet-Bécancour